# 9484 Wanambi
A 9484 Wanambi (ideiglenes jelöléssel 4590 P-L) a Naprendszer kisbolygóövében található aszteroida. Cornelis Johannes van Houten, Ingrid van Houten-Groeneveld és Tom Gehrels fedezte fel 1960. szeptember 24-én.